# 纳德
纳德（法語：Nades，法語發音：[nad]）是法国阿列省的一个市镇，位于该省南部，属于蒙吕松区。

## 地理
纳德（46°9'33"N, 2°58'5"E）面积8.49 平方千米，位于法国奥弗涅-罗讷-阿尔卑斯大区阿列省，该省份为法国中部省份，北起涅夫勒省、西北接谢尔省，西南至克勒兹省，南至多姆山省，东南临卢瓦尔省，东临索恩-卢瓦尔省。
与纳德接壤的市镇（或旧市镇、城区）包括：舒维尼、埃沙西耶尔、拉利佐勒、塞尔旺。

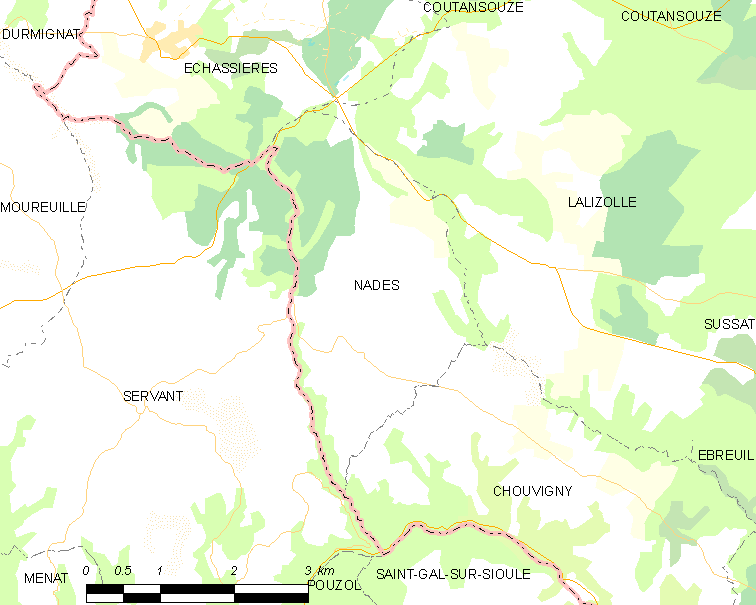
纳德的OSM定位图

纳德的时区为UTC+01:00、UTC+02:00（夏令时）。

## 行政
纳德的邮政编码为03450，INSEE市镇编码为03192。

## 政治
纳德所属的省级选区为加纳县。

## 人口

1962-2008年间纳德人口变化图示

纳德于2022年1月1日时的人口数量为158人。